# Andrónico I Comneno
Andrónico I Comneno (en griego: Ανδρόνικος Α’ Κομνηνός, Andronikos I Komnēnos; Constantinopla, c. 1118 – ibídem, 12 de septiembre de 1185) fue Emperador de los romanos desde 1183 hasta su muerte, último de la dinastía Comnena. 
Sobrino de Juan II y nieto de Alejo I, Andrónico Comneno fue probablemente el miembro más brillante y fascinante de su inteligente dinastía. Su turbulenta y trágica vida destaca por sus aspectos novelescos de entre las de todos los emperadores bizantinos. Llevó una vida aventurera y fue proscrito, encarcelado y exiliado en diversas ocasiones. Hombre atractivo y elocuente, además de enérgico y valiente, destacó como gran general y hábil político.
Usurpó el trono a Alejo II y se convirtió en emperador a una edad avanzada. Su reinado comenzó bajo los mejores auspicios, y su recta y honesta administración fue muy beneficiosa para el Imperio. Sin embargo, su populismo y su concepción autocrática del poder le enemistaron con la aristocracia. Andrónico reaccionó imponiendo un régimen cada vez más tiránico y brutal, sometiendo a sus súbditos al imperio del terror y crueldad. La amenaza de los normandos de Sicilia exacerbó la situación, que acabó estallando con la aparición de un pretendiente al trono, Isaac II Ángelo, y un motín popular. Su horrorosa muerte marcó el fin de los esfuerzos restauradores de los Comneno, y el comienzo del declive final del Imperio.

## Vida

### Juventud

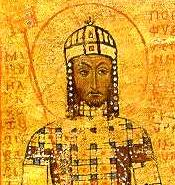
El emperador Manuel I Comneno, primo y rival de Andrónico

La fecha de nacimiento de Andrónico Comneno es desconocida, pero sin duda debió de ser muy cercana a la de su primo Manuel I Comneno, nacido en 1118. Era hijo del sebastocrátor Isaac (m. 1152), hermano del emperador Juan II y la historiadora Ana Comneno, y de Kata de Georgia. Sus abuelos paternos fueron el emperador Alejo I Comneno e Irene Ducaena, y los maternos David IV de Georgia y Rusudan de Armenia.
El sebastocrátor Isaac no se resignó a ser un mero segundón tras la ascensión al trono de su hermano; enfrentado con el Emperador, fue acusado de conspiración, viéndose obligado a huir, pero fue perdonado al cabo de seis años. Su hijo Juan Tzelepes Comneno, el hermano mayor de Andrónico, acabó por desertar y se pasó a los turcos durante la campaña que el emperador Juan llevó a cabo en el interior de Anatolia en 1137, apostatando de su religión, convirtiéndose al islamismo y entrando en la familia real de los sultanes de Iconio, al contraer matrimonio con una hija del sultán Kilij Arslan II.
Andrónico se crio y estudió junto a su primo y amigo el príncipe Manuel Comneno, hijo menor de Juan II y posterior emperador. Los primeros años de su edad adulta los pasó entre el servicio militar y los placeres.
En 1141, durante una cacería en compañía del noble Teodoro Dasiotes fue emboscado y capturado por una avanzadilla selyúcida y estuvo preso durante un año en Iconio, donde sin duda frecuentó la compañía de su hermano, el apóstata Juan. Cuando pagaron su rescate, volvió a la corte de Constantinopla, como favorito de su primo Manuel. En 1142, los dos hijos mayores del emperador Juan, Alejo y Andrónico, enfermaron y murieron inesperadamente, con apenas unos meses de diferencia. Así, cuando en agosto de 1143 Juan II falleció a causa de las heridas recibidas en un accidente de caza, dejó el gobierno del Imperio no a su tercer hijo Isaac, sino a Manuel.
Convertido en favorito del nuevo emperador, Andrónico participó en la campaña contra los turcos de 1145-6. Durante una discusión en la que se comparaba a Manuel con su difunto padre, Juan Axuch valoró más al segundo que al primero, mientras que la aduladora mayoría defendía al hijo allí presente. Cuando el hermano mayor del emperador, Isaac, se puso del lado de Axuch, Andrónico le insultó, y de no haber mediado Manuel y otro primo, Juan Ducas, Isaac le hubiera decapitado. Manuel expulsó a su hermano por unos días y despidió a Juan Axuch de su cargo de megas domestikos.
Andrónico continuó gozando de la amistad del emperador, y no mostró descontento alguno hacia su primo hasta que Manuel nombró a su sobrino favorito, Juan Ducas Comneno (hijo de su difunto hermano mayor Andrónico), protovestiarios y protosebasto tras perder un ojo en un torneo. Al parecer Juan y Andrónico eran feroces rivales, y, según el cronista Juan Cinnamo, tal nombramiento hirió gravemente el alma de Andrónico. A partir de entonces su relación con el emperador empeoró a todas luces. 
Tal vez como desquite de esta "traición", el Comneno usó sus considerables dotes de seducción para convertir a la hermana de Juan, Eudoxia, en su amante. Esta escandalosa relación fue tan pública como el romance del propio emperador con la otra hermana de Juan y Eudoxia, Teodora.

### Inicios de su carrera
En 1152, acompañado por Eudoxia, fue destinado a Cilicia como gobernador con la importante misión de someter a los rebeldes príncipes armenios. A no mucho tardar, atrapó al principal de ellos, Thoros, en su fortaleza de Mopsuestia. Pero Andrónico, incapaz de renunciar a sus acostumbrados placeres, se hizo acompañar de una compañía de actores con los que pasaba las noches de juerga, mientras dedicaba sus días a atacar con fiereza a los armenios. Éstos, aprovechando la situación, atacaron el campamento imperial al amparo de la noche y derrotaron a sus tropas, haciéndose con un rico botín. Andrónico, montando a caballo, atravesó las líneas enemigas con su lanza y huyó a Antioquía, retornando al poco para gobernar su provincia.
Parece que poco después cesó en el cargo, pues estaba otra vez en Constantinopla, donde su primo Manuel lo recriminó en privado, pero lo perdonó risueñamente en público, nombrándole duque de Niš y Braničevo, en los Balcanes (1154). El emperador se hizo acompañar por él durante su campaña contra Hungría al año siguiente y llegó a prestarle su caballo favorito. En todas esas empresas, Andrónico siguió haciéndose acompañar por su amante Eudoxia. Los hermanos de Eudoxia decidieron poner fin a esta relación. Acompañados por varios amigos, una noche asaltaron la tienda que compartían los amantes con la intención de asesinar a Andrónico. Aterrada, Eudoxia le sugirió que se vistiera de mujer para disimular, pero él menospreció tal idea y, armándose con su espada, se abalanzó contra sus enemigos, abriéndose paso a la fuerza. 
Sospechando tal vez haber perdido el favor del emperador, cuya camaradería se había trocado en rivalidad, el cronista Cinnamo cuenta que Andrónico, aspirando ya a ocupar el trono de su primo, escribió al rey Géza II de Hungría, prometiéndole Niš y Braničevo si le apoyaba en su planeado golpe de Estado. También trató de recabar el apoyo del emperador occidental. Manuel, que tenía instalado su cuartel de invierno en Pelagonia fue alertado de la conspiración, pero no se decidió a actuar. Entretanto, Andrónico intentó asesinar al emperador cuando se disponía a una de su cacerías nocturnas. Disfrazado de soldado italiano y con ayuda de sus sicarios armenios, se aproximó a la tienda del emperador, pero la guardia le descubrió a tiempo y, al tratar de huir, fue capturado (1155).

### Cautiverio

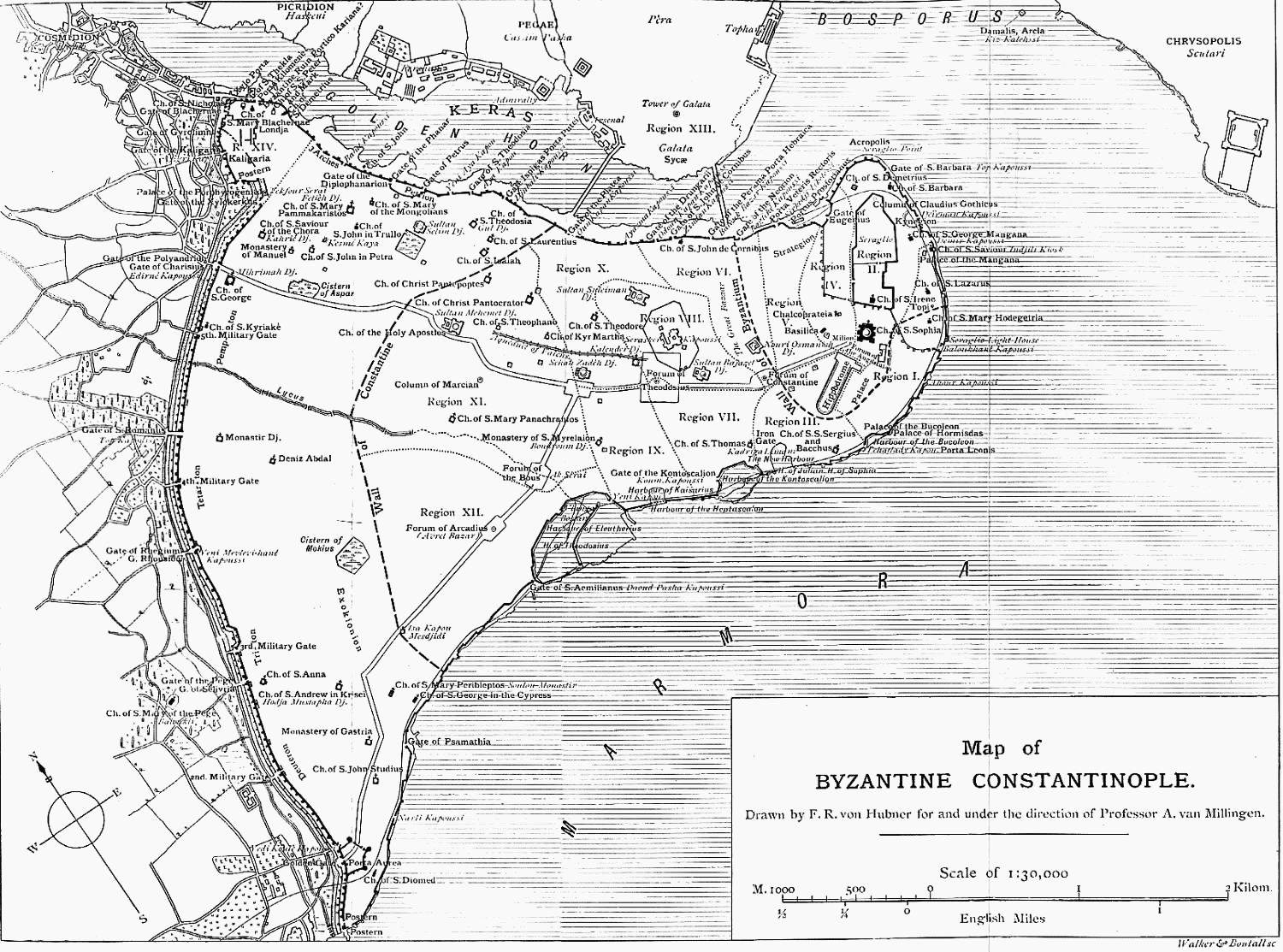
Mapa de Constantinopla. Mapa detallado.

Manuel hizo gala nuevamente de cierta clemencia, encerrando al traidor en una mazmorra del palacio de Constantinopla. Andrónico pasaría encerrado en aquella habitación cerca de doce años, lo cual sin duda contribuiría a amargar su carácter. 
Un día de 1158 descubrió que el agujero de su letrina tenía algunos ladrillos sueltos. Se afanó en quitarlos y se escondió en el estrecho agujero resultante. Al descubrirse su ausencia, los guardias dieron la voz de alarma: rápidamente cerraron las puertas del palacio y de la ciudad y comenzaron su búsqueda. La esposa de Andrónico, pese a ser completamente inocente, fue encerrada en la misma celda de su marido. En tan inhóspito lugar los esposos se reencontraron e incluso se las apañaron para engendrar un hijo. Luego, el cautivo príncipe, aprovechando la confusión, escapó. Logró alcanzar Melangeia, en Tracia, antes de ser capturado y devuelto a su celda cargado de cadenas.
La huida de Andrónico coincidió con una conspiración en Constantinopla, que obligó al emperador a retornar de una campaña en Siria. Como resultado, Teodoro Stypeiotes, el epi ton kanikleion, cabeza de la administración civil, fue arrestado y cegado.
Pese a su captura, Andrónico no se rindió. Seis años después, en 1164, fingiéndo estar enfermo, logró que se pusiera a su servicio a un muchacho para que le cuidara. Aprovechando el relajamiento de la vigilancia, este se puso en contacto con los amigos de Andrónico, que emborracharon a los guardias y copiaron las llaves. Luego le hicieron llegar la copia junto con un rollo de cuerda dentro de un tonel. Andrónico abrió la puerta tras doce años de cautiverio, descendió de la torre, se ocultó tras unos matorrales y se descolgó de los muros de Palacio al amparo de las tinieblas, hasta una barca que le trasladó a su casa en Constantinopla. Allí se liberó de sus cadenas, se despidió de su mujer y sus dos hijos y partió a caballo. En Anquialo, en la costa tracia del mar Negro un amigo le proporcionó dinero y, ni corto ni perezoso, puso rumbo norte, más allá de las fronteras del Imperio. Andrónico cruzó el Danubio y los montes Cárpatos sin detenerse, intentando pasar desapercibido, pero unos valacos lo identificaron y secuestraron, sabiendo la recompensa que el Emperador les daría por capturar al evadido. Sin embargo, Andrónico no estaba dispuesto a volver tan pronto a su celda, y una noche se fugó dejando un monigote con su capa y su sombrero para que sus guardias le creyeran dormido.
En Hálych (actual Ucrania), ya lejos del alcance de la venganza de Manuel, reveló su identidad al príncipe de Rutenia, Yaroslav, que le acogió como un huésped real. Andrónico no tardó en convertirse en uno de los favoritos del monarca, destacando en la caza de osos y jabalíes y adaptándose perfectamente a la corte de Kiev. Sin embargo, su relación con el Imperio aún no ha terminado.  
En 1165, el emperador Manuel, enfrascado en otra guerra contra Hungría, llamó en su ayuda a sus aliados europeos. Sin descartar ninguna posibilidad, el basileus mandó un mensaje a Andrónico, ofreciéndole el perdón a cambio de la ayuda militar del príncipe de Rutenia. El exiliado aceptó, marchando en persona a ayudar a su país junto con un contingente de caballería rusa. Se destacó en varias batallas y en el asedio de Zeugminon volvieron a competir uno y otro en proezas bélicas, superando Andrónico al basileus en cuanto a arrojo y furia. Al mando de la artillería de asedio, la actuación de Andrónico fue determinante para lograr la caída de la ciudad.
Tras la victoriosa campaña, Manuel volvió triunfal a Constantinopla junto a su rebelde primo (1168). No obstante, la concordia entre ambos no duraría mucho.

### Exilio en Oriente

Asia Menor y los Estados Cruzados a mediados del siglo.

El basileus estaba preocupado por el futuro de su dinastía: de sus dos matrimonios solo había engendrado mujeres, y le urgía tener un heredero varón. Debido a ello, decidió adoptar como tal al príncipe húngaro Béla, renombrándolo Alexio, dándole el título de déspota y prometiéndolo a su hija María Comnena. La protesta de los nobles bizantinos fue unánime, y Andrónico, que siempre se opuso a la política prooccidental y latinófila, se convirtió en su portavoz y se negó airadamente a jurar lealtad al nuevo heredero. 
Como castigo, el rebelde Comneno fue nombrado por segunda vez gobernador de Cilicia (1166), lo cual constituía en la práctica un exilio. Su predecesor en el gobierno de la provincia, Alejo Axuch, no logró llevar a la práctica las órdenes del Emperador de reconciliarse con los armenios, y se esperaba que el encanto personal de Andrónico, unido al soborno, dieran mejor resultado. Pero desde su anterior mandato el Comneno sentía un odio especial contra los rebeldes y escurridizos nobles armenios, por lo que se aplicó en la lucha contra ellos. Finalmente los derrotó en el campo de batalla, lanzándose en una audaz carga sobre las líneas enemigas e hiriendo de gravedad él mismo a su líder Thoros. No obstante, Andrónico se confió demasiado y no logró poner fin a la rebeldía de los armenios. Incapaces de someter a Thoros, los bizantinos pactaron una alianza militar con el sultán de Iconio, pero el armenio también derrotó a sus tropas.
Frustrado y negándose a languidecer en su agreste provincia, Andrónico se lanzó en busca de diversiones más sofisticadas que las que podía ofrecer Cilicia. Pronto visitó la rica corte del Principado de Antioquía, vasallo del Imperio. Allí quedó prendado de la bella Filipa, hermana de la segunda esposa de Manuel, la emperatriz María, e hija del príncipe Raimundo. Olvidando por completo sus labores de gobierno, el maduro aristócrata pasó el verano en Antioquía y sedujo a la inocente doncella con una serie de serenatas románticas, hasta que ella se sintió tan deslumbrada que no pudo negarle nada. De nuevo, no se retrajo de hacer pública su relación, dejando al emperador Manuel en una situación muy embarazosa ante el príncipe antioqueno Bohemundo.
El enfurecido basileus le ordenó retornar a la capital imperial, pero el incorregible Andrónico, cuyo móvil había sido molestar a la emperatriz María, a la que detestaba, abandonó Cilicia y a su llorosa y arrepentida amante, iniciando el peregrinaje a Jerusalén junto con un grupo de aventureros, llevándose consigo, además, buena parte del tesoro de su provincia. En Tierra Santa se ganó el favor del rey Amalarico I de Jerusalén, hasta el punto de que este le concedió el señorío de Beirut. Su reputación guerrera, su noble estirpe y su propio encanto le abrieron todas las puertas del reino de Jerusalén, incluyendo la del dormitorio de la viuda de Balduino III, la joven reina Teodora, sobrina del Emperador Manuel, una encantadora beldad de veintiún años. Se ha dicho que ambos llegaron a pensar en casarse, pero el hecho de ser primos se lo impedía.
Esta vez Andrónico se había pasado de la raya. La ira de Manuel fue incontenible, y pidió a todos los reinos latinos de la región que le entregaran a su incestuoso primo para ser cegado, pero la influyente Teodora interceptó la carta y advirtió a su amante. Ambos huyeron juntos a la corte de Nureddin, atabeg de Damasco, que les acogió calurosamente (pese a ser él mismo un moralista islámico bastante riguroso). Aunque Andrónico fuera excomulgado por la Iglesia ortodoxa, se sabe que nunca abrazó la fe musulmana. En cuanto a su anterior protector, Amalarico, no le importó deshacerse de tan incómodo huésped, e incluso se alegró de recuperar el valioso feudo de Beirut para la corona hierosolimitana.
Andrónico y Teodora pasaron en Oriente Próximo y Medio los siguientes años, visitando Bagdad y Persia como amigos de Nureddin de Damasco, e hicieron incluso un largo periplo por Asia central rodeando el mar Caspio hasta llegar a Georgia. Allí se alió con Saltuq, el modesto emir de Colonea y se convirtió en un barón bandido, lanzando incesantes incursiones contra la provincia bizantina de Trebisonda, en la que robaba y raptaba a voluntad. Finalmente la reputación de las hazañas de Andrónico llegó a tal punto que el gobernador de la región movilizó a sus hombres para atajar las correrías del Comneno: aprovechando que este se hallaba fuera de su castillo, capturó a Teodora y sus dos hijos y los envió a Constantinopla. 
Temiendo por su familia, Andrónico hizo algo increíble en alguien tan orgulloso: suplicar clemencia. A comienzos de 1180 se entregó a las autoridades imperiales y fue humildemente conducido a Palacio, para postrarse ante su rival. Llorando y gimiendo, con una cadena atada al cuello, estuvo sin moverse hasta que un lacayo lo arrastró hasta el emperador. Esta humillación movió a piedad a Manuel, que se decidió a perdonar nuevamente a su primo. 
El Emperador y el Patriarca absolvieron a Andrónico de sus pecados a cambio de que jurara lealtad al príncipe Alejo, heredero de la Corona. Pero, escarmentado de sus innumerables tropelías, Manuel le nombró duque y lo desterró junto con Teodora a Oene (Oeneaeum), una pequeña y agradable ciudad de Paflagonia. Allí, entre las colinas cubiertas de viñedos, el eterno exiliado se sentó a rumiar sus agravios y alimentar su odio.

### La conquista del poder

#### La sucesión de Manuel I
El 24 de septiembre de 1180 murió Manuel I, gravemente deprimido tras el desastre de Miriocéfalo, en 1176. Quedaba como heredero el único hijo de su segundo matrimonio con María de Antioquía, Alejo II Comneno, un endeble niño de apenas once años, que fue mal educado y empleó sus días en cacerías y cabalgadas, jugando en compañía de chiquillos. En principio, hasta su mayoría de edad debía regir el Imperio un consejo de regencia.

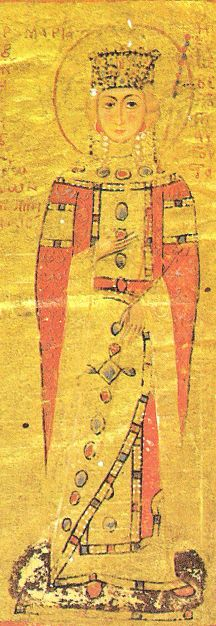
La emperatriz María.

La emperatriz María, siguiendo el deseo de su marido, había tomado los hábitos a su muerte, ingresando en un convento con el nombre monástico de Xena ("Extranjera"). Sin embargo, en la práctica, su nueva condición no le supuso ningún cambio significativo en su vida. Poco después asumió la regencia y tomó como favorito y amante lo cual era público y notorio) al protosebastos Alejo Comneno, sobrino del difunto emperador, mucho más joven que ella, en quien delegó todos los asuntos del Estado.
La elección fue poco afortunada, y entre los restantes miembros de la familia Comneno provocó gran resentimiento el favorecimiento de un hombre tan vanidoso e insignificante como Alejo. María-Xena optó por gobernar en solitario con su amante, olvidando buscar apoyo en el clan familiar, que se habían multiplicado por todas las ramas de la administración civil y militar hasta coparla, entroncado además con la aristocracia local y extranjera. 
La relación entre ambos provocó un escándalo en la sociedad bizantina, pues se consideró profana e incestuosa. Además, el origen normando de la emperatriz y sus favorables relaciones con los mercaderes italianos (pisanos y genoveses) le ganaron la animadversión de toda la población, que odiaba a los occidentales. El suyo fue, por lo tanto, un trono tambaleante, amenazado por todos lados, cuyo único apoyo eran las repúblicas italianas y los mercenarios occidentales y georgianos asentados en la capital.
Fue inevitable que durante esta regencia se acentuaran tendencias latinófilas del gobierno y el pueblo bizantino atribuyó a esta circunstancia el rápido deterioro de la situación exterior e interior, desatándose por otro lado la latinofobia. Pronto se organizó un complot dirigido por la princesa María, hija del primer matrimonio de Manuel y su marido, el césar Rainiero de Montferrato, que, al igual que la emperatriz, era de estirpe normanda vinculada al Reino de Jerusalén. Estos consiguieron el apoyo del patriarca Teodosio Boradiotes, y sobre todo el del propio Andrónico Comneno, que sentía reverdecer sus ambiciones imperiales al ver la inestabilidad reinante. En febrero de 1182, los conspiradores se pusieron en marcha: planeaban, al parecer, provocar un motín popular, matar al protosebastos Alejo y formar su propio consejo de regencia.
A pesar de que las provincias se sublevaron según lo acordado, el plan fracasó, ya que el intento de asesinato fue descubierto y los conspiradores de Constantinopla arrestados. El César y su esposa se encerraron en Santa Sofía con el patriarca y muchos simpatizantes (incluso mercenarios), donde resistieron durante dos meses. El favorito de la Emperatriz ofendió al pueblo aún más al intentar profanar el santuario, por lo que finalmente se concedió una amnistía para la pareja a cambio de su rendición. María de Antioquía se vio obligada a perdonar a los conspiradores, pero en su inseguridad pidió a su cuñado, Bela III de Hungría, que viniese en socorro suyo. El Patriarca, pese a ser respetado por todos, fue depuesto, cosa que avivó el descontento contra los regentes.

#### La matanza de latinos

El Imperio a la muerte de Manuel I.

Con el fracaso de esta tentativa, la oposición en Constantinopla quedaba descabezada y falta de un líder visible. La decisión quedó entonces en manos de Andrónico Comneno, el gran enemigo de la aristocracia feudal y adversario acérrimo de la tendencia occidentalizante de Manuel. Sus compatriotas recordaban su gallardía y su encanto. Por ello en este momento, cuando se deseaba derrocar a la regencia latinófila de Constantinopla, sus amigos le colocaron en primer plano como caudillo nacional, y todas las miradas se centraron en él. Andrónico se hizo pasar hábilmente por defensor de los derechos del pobre y joven Alejo II, caído en manos de malos tutores, y supo obtener la simpatía y hasta la adoración de los bizantinos, hartos de la Regente. Según expresión de un contemporáneo de Andrónico, Eustacio de Tesalónica, Andrónico era para la mayoría más querido que Dios mismo, o al menos se le situaba inmediatamente después de Dios. De modo que comenzó a reunir partidarios en Paflagonia, incluidos algunos contingentes musulmanes, según Ibn Yubair. Su movilización fue muy lenta, pero por suerte los problemas externos tuvieron ocupados a María-Xena. 
Aprovechando la desorganización del Imperio, Béla III de Hungría tomó Dalmacia, Bosnia y Sirmio, y con ello todas las conquistas de las tan costosas guerras húngaras de Manuel se podían dar por perdidas. Los frutos de las largas y agotadoras luchas contra los serbios se perdieron con la misma rapidez, pues el príncipe serbio Esteban Nemanja repudió sin dificultad la soberanía bizantina. Por su parte, los turcos conquistaron una amplia porción de Asia Menor, incluyendo las ganancias de Juan II: Sozópolis, Antalya y Cotieo, cortando en dos el norte y el sur bizantinos de Anatolia. Mientras, el rey armenio Rubén atacó Cilicia.
En la primavera de 1182, Andrónico se puso en marcha por fin hacia Constantinopla, sin encontrar apenas resistencia a su paso por Asia Menor. Sus tropas, inicialmente pequeñas, fueron creciendo gracias a la afluencia de descontentos. Al comienzo del mes de mayo había llegado a Calcedonia, donde derrotó a un ejército leal dirigido por otro primo de Manuel, Andrónico Ángelo, que se pasó a su bando, e instaló su campamento. El protosebasto Alejo puso su confianza en la flota, cuya tripulación estaba constituida en gran parte por occidentales, e intentó cerrar el Bósforo. El logothetos ou dromoi Andrónico Contostéfano, comandante de la flota, se puso, sin embargo, del lado del usurpador.
Viendo que la regencia estaba perdida, el 2 de mayo la Guardia Varega arrestó y cegó al protosebasto Alejo, arrojándolo a una mazmorra. Ésta fue la señal para el motín popular, que descargó su ira en los almacenes y vidas de los mercaderes italianos, sus clérigos y sus familias. Estos hechos habían tenido un precedente en las medidas adoptadas por Manuel, pero se debió sobre todo a la animadversión que provocaba la riqueza de los italianos (cuya libertad de comercio sin trabas fiscales, otorgada por Alejo I, arruinaba a la burguesía y el artesanado de la ciudad, tradicionalmente hiperprotegidos por el gobierno imperial) y al mal recuerdo que dejó el paso de las Cruzadas por tierras imperiales. Algunos de los italianos escaparon por mar, donde se convirtieron en piratas y saquearon durante varios meses las islas del Egeo.
La degollina fue atroz: las casas y los almacenes de los occidentales fueron saqueadas y sus habitantes muertos. Incluso el hospital de San Juan fue objeto de ataques. Según los cronistas, cerca de treinta mil occidentales, incluidos mujeres, niños y hasta el legado papal, fueron asesinados y otros cuatro mil vendidos como esclavos a los turcos. El arzobispo Eustacio de Tesalónica describe la matanza en los siguientes términos:

Contar las desgracias que entonces sufrieron los latinos, el fuego que devoró sus bienes, sin tener en cuenta los saqueos que sufrieron, y los accidentes ocurridos en las playas y en las calles, sería empresa difícil. Ya que no sólo los latinos armados eran la presa de los hombres de Andrónico, sino que la gente, que no podía defenderse, no suscitaba ni la más mínima piedad. De hecho, las mujeres y los niños eran abatidos por sus espadas. Pero el espectáculo más horrible se daba cuando el hierro enemigo, abriendo el vientre de las mujeres encintas, sacaba el feto que, después de haber visto antes de tiempo la luz del sol, era acogido por las tinieblas del infierno, muriendo antes todavía de estar perfectamente vivo. Y esto era bestial, no comparable a otras formas de locura. Cayó también un sacerdote latino, no sé si venido en embajada de la antigua Roma o de Sicilia, o sea romano o siciliano. Y cayó con todos los ornamentos sagrados que él se había puesto en vez de las armas, con la esperanza de que los malvados lo respetasen

Aunque las cifras y estos relatos seguramente sean exagerados, lo cierto es que las relaciones entre Occidente y Bizancio quedaron seriamente dañadas, y el odio mutuo se acrecentó. Esta brutal matanza fue contemplada por los bizantinos como la causante de las crueldades aún peores que padecería la santa Constantinopla durante la infame Cuarta Cruzada.
Andrónico, cuya xenofobia a los occidentales le había ganado las simpatías del populacho, probablemente no hizo nada para alentar los disturbios (puesto que aún se hallaba cruzando los Estrechos), pero tampoco para detenerlos. Cuando amainó el furor popular, entró en la capital envuelto en el júbilo de los ciudadanos y reclamó la regencia en nombre de Alejo II. La emperatriz María-Xena quedó confinada en el palacio imperial, reducida ahora a mera comparsa, y así, con más de 65 años de edad, Andrónico se convirtió en dueño absoluto del Imperio.

#### Regencia y usurpación
Aún quedaban lealistas en el thema de Tracia, reunidos en torno al gran doméstico Juan Vatatzes, que derrotaron un ejército enviado por Andrónico. Sin embargo, su líder murió de enfermedad pocos días después y sus hombres se rindieron. Solo entonces Andrónico celebró su fastuosa coronación, en la que Alejo II fue entronizado de nuevo con grandes muestras de respeto. 
Inicialmente, el "gran rebelde" asumió el papel de salvador y protector del joven Emperador, presentándose como un experimentado y reputado tutor. Acusados de intrigas contra el Estado y el legítimo emperador, sus adversarios fueron enviados al cadalso. Pronto, los únicos rivales en potencia que le quedaban a Andrónico, el César Rainiero y la princesa María, enfermaron y murieron tan súbitamente que se sospechó de un envenenamiento. María-Xena fue encerrada en un convento, cosa que molestó a algunos oficiales.
Al visitar la tumba de Manuel, Andrónico apartó a sus acompañantes que se inclinaban en ademán de plegaría y murmuró: 

Ya no te estoy temiendo, viejo enemigo, que me has arrojado y tenido vagando por todos los climas del orbe. Yaces ya depositado bajo siete bóvedas, de donde no te has de levantar hasta la llamada de la última trompeta. Llegó mi ocasión, y luego voy a hollar tus cenizas y tu legado.

Pese al respaldo popular de Andrónico, la situación política seguía inestable: una conspiración de altos funcionarios (Andrónico Kontostephanos, el gran duque de la flota, y Andrónico Ángelo, padre del futuro Isaac II) fue desmantelada a principios de 1183, y todos sus miembros fueron ejecutados, cegados o exiliados por propia voluntad o por real decreto: Ángelo huyó al Reino de Jerusalén.
Más o menos por esta época, se juzgó por traición a la emperatriz viuda Xena-María; se la acusaba sin fundamento de mantener correspondencia con el rey de Hungría. Fue un montaje tan evidente que el patriarca Teodoro dimitió en protesta y hasta el hijo mayor de Andrónico pidió misericordia a su padre. Finalmente, aunque tres jueces prefirieron dimitir a condenar a la desgraciada, la decisión de Andrónico fue irrevocable. Alejo fue obligado a firmar la condena a muerte de su propia madre, la cual fue estrangulada. Luego se quiso malograr la belleza de su cuerpo arrojándolo al mar para que el agua lo hinchara y deformara. Poco después Andrónico ordenó que todas las imágenes de la emperatriz en la capital fueran también desfiguradas o destruidas.
Estos hechos quizá motivaron la aparición de otro complot, que trataba de llevar al trono a un hijo bastardo de Manuel y su sobrina Teodora, Alejo Comneno (que a su vez estaba casado con una hija bastarda de Andrónico, Irene). Descubierto a tiempo, todos los responsables fueron ejecutados. El infortunado Alejo fue cegado y recluido en la fortaleza de Chele.
Una vez preparado el terreno de esta forma, Andrónico se decidió a aceptar la púrpura imperial, supuestamente tan solo cediendo a las súplicas de la corte y del clero; en el mes de septiembre de 1183 se hizo coronar como coemperador de su protegido, jurando por lo más sagrado que solo asumía el poder para proteger al sobrino. Pero apenas pasaron dos meses cuando el infortunado emperador niño siguió el triste destino de su madre: fue estrangulado con la cuerda de un arco por tres sicarios de su tutor: Constantino Tripsychos, Teodoro Dadibrenos y Esteban Hagiocristoforites. Se dice que el propio Andrónico pateó el cadáver exclamando: 

Tu padre fue un bribón, tu madre una ramera, y tú un mentecato.

Luego de arrojar el cadáver al mar, el nuevo emperador se casó con la viuda de su víctima, Inés, hija de Luis VII de Francia y de su tercera mujer Adela de Champaña, de solo trece años, sin que la diferencia de edades detuviera al triunfante Andrónico. Sin embargo, conservó a su lado a su querida Teodora y a los hijos que tuvo con ella. Sus partidarios fueron recompensados con altos cargos, y también obtuvo del nuevo Patriarca, Basilio Camatero (1183-1186), una de sus criaturas, el perdón por todos sus crímenes y juramentos violados.

### El reinado de Andrónico I
Así empezó el corto y enérgico reinado de Andrónico I Comneno, el último y el más odiado de su casa. El entusiasmo con que la opinión acogió al nuevo emperador se explica por las esperanzas que traía consigo. Dos tareas esenciales en el orden interior: establecer un gobierno nacional y librar a Bizancio de la preponderancia latina, y limitar el poder de la aristocracia de los altos funcionarios y de los grandes terratenientes, cuya supremacía provocaba la ruina de los campesinos modestos. Semejantes medidas hallaban en el pueblo la más favorable acogida. El arzobispo de Atenas, Miguel Coniates, hermano del historiador Nicetas, escribe elogioso:  

Y recordaré ante todo cómo, en esta época turbulenta y angustiosa, el Imperio Romano apeló a su antiguo favorito, el gran Andrónico, para derribar la opresora tiranía latina que, como una mala hierba, se había aferrado al joven retoño del reino. No condujo (Andrónico) con él un cuerpo de ejército marchó, ligero, hacia la ciudad que le amaba (...)  El  primer presente que hizo a la capital para recompensarla de su puro amor, fue librarla de la tiránica insolencia latina y limpiar el Imperio de los mismos bárbaros.

Andrónico se presentó como un auténtico rey de los campesinos. El pueblo le consagraba cantos y componía acerca de él cuentos poéticos, de los que se hallan huellas en los anales y notas manuscritas de los documentos inéditos adjuntos a la historia de Nicetas Coniates. Nicetas escribe, entre otras cosas, que Andrónico mandó erigir su propia estatua no lejos de la puerta septentrional de la iglesia de los Cuarenta Mártires, y no quiso que se le representase con atuendo imperial, sino como trabajador, muy modestamente vestido y empuñando una hoz.

#### Política exterior

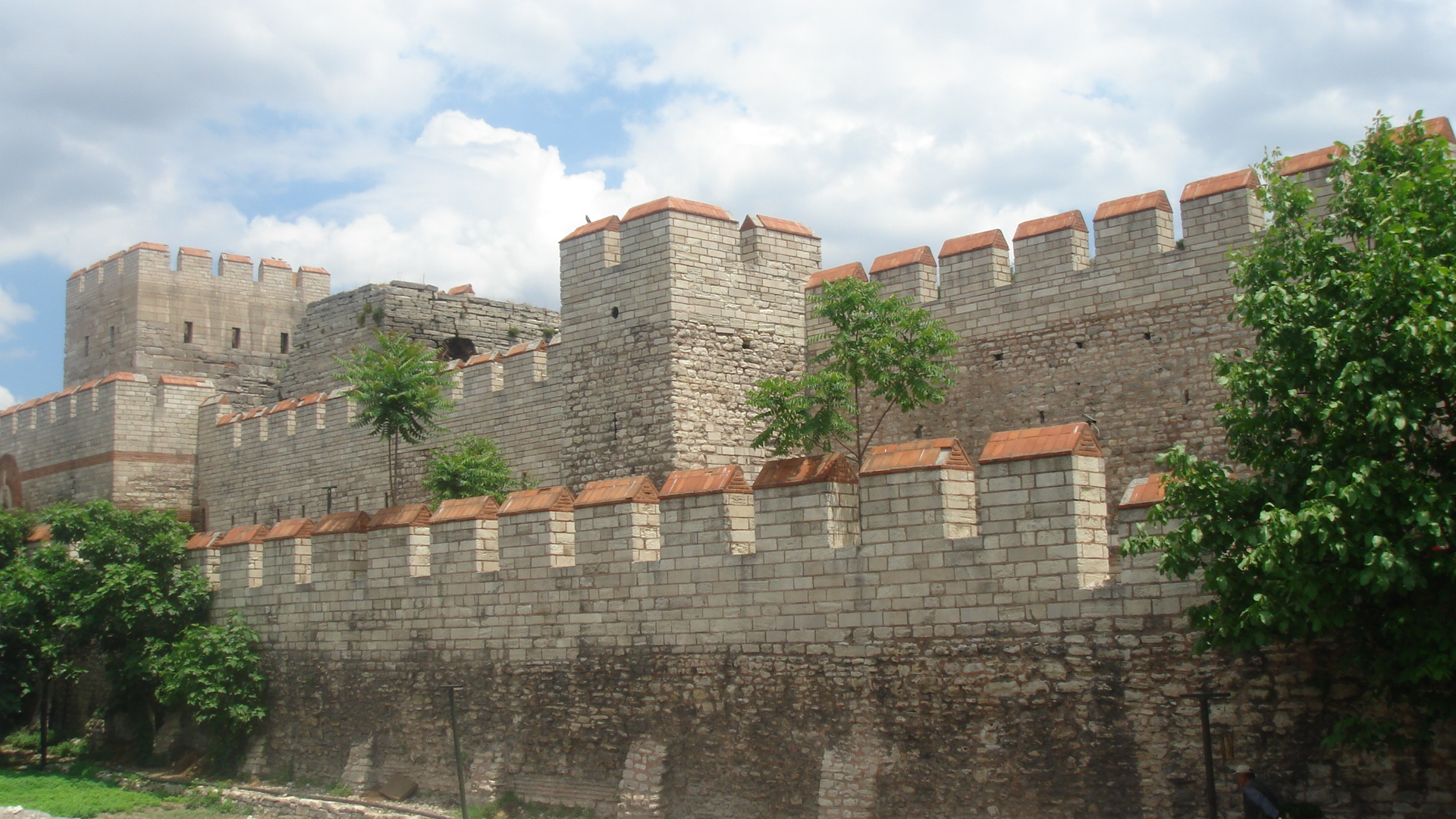
Las murallas de Constantinopla.

En el año 1183 los húngaros, aliados con los serbios, invadieron el Imperio. Belgrado, Branicevo, Nis y Sofía fueron devastadas de tal forma que seis años más tarde los cruzados encontraron estas ciudades deshabitadas y en parte destruidas. En su lucha contra Bizancio, Esteban Nemanja logró en esta ocasión asegurar la independencia de su país y aumentar extensamente, a costa del Imperio bizantino, su territorio hacia el este y el sur.
El ejército imperial en la zona, al mando de Andrónico Lapardas y Alejo Branas, se dividió entre los partidarios del nuevo emperador, dirigidos por Branas, y los sediciosos de Lapardas, que temía por su vida bajo el nuevo régimen. De modo que tomó camino de Adramyttium para alzarse en armas, pero fue aprehendido por los hombres del Emperador y cegado. 
Pronto Andrónico tomó medidas contra el enemigo exterior: tras firmar una paz ventajosa para los selyúcidas, lanzó un rápido contraataque contra los húngaros en 1184, tomando Serdica y Nis y, aliado de los serbios de Esteban Nemania, llegó al Danubio por Belgrado. Béla tuvo que firmar pronto la paz, pues estaba en plena lucha por Zara con Venecia. 
Entretanto, genoveses y pisanos se vengaban de la cruel matanza mediante la piratería. Para contrarrestarlos, firmó un tratado con la Señoría de Venecia en la primavera de 1185, por el cual Andrónico consentía en libertar a los venecianos presos en Constantinopla desde la matanza de 1182 y se comprometía pagar cierta suma todos los años, en compensación por los daños sufridos, abonando la primera anualidad en 1185. Esto mantuvo a raya a las otras repúblicas italianas.
También se reanudaron las relaciones con Roma. El papa Lucio III envió, a finales de 1182, un legado a Constantinopla. Para congraciarse con el pontífice, Andrónico permitió que se abriera una nueva iglesia latina en Constantinopla, a pesar de la oposición del Patriarca.
Para contrarrestar las malas relaciones con los turcos, se mandaron emisarios al sultán Saladino, intentando así contrapesar la hostilidad manifiesta de los selyúcidas de Iconio con una alianza con el sultanato de Siria y Egipto, situado a la retaguardia de este. Poco antes de su muerte, Andrónico hizo alianza formal con el sultán de Egipto. Según el Chronicon Magni Presbiteri, Andrónico, apremiado por el dolor y el agobio, recurrió al consejo y socorro de Saladino. La alianza jurada estipulaba que si Saladino, con los consejos y ayuda del Emperador, lograba ocupar Jerusalén, retendría para sí todo otro territorio que ambos pudieran conquistar —quedando libres de esto Jerusalén y Ascalón—, pero poseería sus adquisiciones bajo la soberanía de Andrónico. El Emperador tomaría posesión de todos los territorios conquistados al sultán de Iconio hasta Antioquía y la Armenia Menor, en caso de que los nuevos aliados pudieran apoderarse de tales comarcas. La muerte impidió a Andrónico realizar ese plan.

#### Rebelión en Bitinia
En septiembre de 1183 los hijos de Andrónico Ángelo, Teodoro e Isaac, iniciaron una revuelta en Nicea, Prusa y Lopadio. Contaban con muchos partidarios y algunos mercenarios turcos de Iconio. Esto provocó un enfriamiento de las relaciones con el sultanato y un nuevo acercamiento a Saladino, como se ha mencionado anteriormente.
Acabada la guerra húngara, el general Alejo Branas y el propio Emperador comandaron dos ejércitos en una campaña conjunta contra los rebeldes. Nicea, defendida por Teodoro Cantacuzeno e Isaac Ángelo, resistió a las máquinas de asedio imperiales. Andrónico ordenó que la madre de Isaac, Eufrosine, fuera traída de Constantinopla, y la situó en lo alto del mayor de sus arietes, para evitar que los asediados lo destruyeran con su artillería. Esto no minó, sin embargo, la determinación de los defensores, que simplemente afinaron su puntería y, de hecho, acabaron por rescatar a la pobre mujer. Con la muerte de Teodoro Cantacuzeno, al tratar de asesinar al Comneno, tomó el mando el irresoluto Isaac, que comenzó las negociaciones para rendirse. Mientras, el arzobispo niceno, Nicolás, ante la inminencia de una hambruna, condujo una delegación de mujeres y niños para pedir clemencia al Emperador. Este accedió a perdonar a los rebeldes, pero tras entrar en la ciudad forzó a muchos a exiliarse y ejecutó a otros tantos.
A continuación Andrónico se trasladó al asedio de Prusa, que bajo el liderazgo del joven Teodoro Ángelo se defendió tan valientemente como Nicea. Sin embargo, las fuerzas imperiales acabaron por abrir una brecha y tomaron la ciudad, que fue sometida a saqueo. Teodoro Ángelo fue cegado, en tanto que los nobles León Sinesio, Manuel Lachanas y otros 40 rebeldes fueron empalados. Tampoco hubo piedad alguna en Lopadio.

#### Política interna
Andrónico, enemigo de la nobleza terrateniente, decidió acabar con sus muchos abusos, y, ante todo, luchar por limitar el creciente feudalismo que minaba el poder absoluto del Emperador, y arrancar de raíz la prepotencia de la aristocracia. Andrónico acometió sus tareas con ardor, iniciando un amplio programa para frenar la expansión nobiliaria y restaurar la administración central como base del poder imperial, tal y como lo fue en la dinastía macedónica. Puesto que no reconocía otro método de gobierno que la brutal aplicación de la violencia, su gobierno se convirtió en una cadena de actos de terror, conspiraciones y atrocidades. No cabe duda, y hasta sus detractores reconocen este hecho, que sus medidas llevaron en las provincias del Imperio a una rápida y muy sensible mejora de la situación.
Con mano férrea, puso freno a la corrupción imperante de la administración, mal que a sus contemporáneos parecía incurable. Según el cronista Nicetas Coniates, a sus servidores les inculcó que o debían cesar de cometer injusticias o bien debían cesar de vivir. Se puso fin a la venta de cargos públicos; nombró como jueces a personas honradas e incorruptibles, y los funcionarios pasaron a ser elegidos por su capacidad y remunerados suficientemente para que así fueran menos inclinados al soborno.
La práctica más frecuente de los corruptos, el cobro abusivo de impuestos (en ocasiones puro chantaje) fue erradicado. Se sometió a severas penas a los recaudadores rapaces y se adoptaron medidas implacables contra los grandes terratenientes, ejecutando a numerosos aristócratas. Esto se tradujo en una mejora sustancial de la situación del sufrido campesinado en las provincias, que respiró más tranquilo, conociendo por primera vez lo que era la seguridad legal frente a los abusos de la administración. Según Nicetas Coniates: 

...a quien había dado al César lo que era del César ya no se le exigió nada más: nadie le quitaba, conforme sucedía anteriormente, hasta la última camisa del cuerpo, nadie le torturaba a muerte. Pues cual si fuese palabra mágica, el nombre de Andrónico ahuyentaba a los ávidos recaudadores de impuestos (...) Sabemos desde ha mucho que eres blando para el pobre, terrible para el hombre ávido de ganancias; que eres el protector del débil y el enemigo de los violentos; que no inclinas la balanza de Temis ni a izquierda ni a derecha; sino que tienes las manos puras de toda corrupción

Fue el administrador más capaz de toda su dinastía. Gracias al aumento de los ingresos del Tesoro, pudo hacer frente a las múltiples dificultades que surgieron durante su breve reinado. Produjo también una gran impresión sobre los contemporáneos la supresión de la costumbre ampliamente difundida de saquear barcos naufragados. A este pésimo hábito —que sus antecesores habían combatido en vano— puso fin Andrónico al dar la orden de que los culpables fueran colgados de los mástiles de los barcos saqueados. Fue su convicción inquebrantable que no hay nada que los emperadores no puedan remediar ni tampoco injusticia alguna que no puedan erradicar con su poder.
El Comneno no solamente estaba en malas relaciones con la nobleza provincial, sino que tampoco soportaba a sus parientes imperiales. Estos odiaban su estilo autocrático y envidiaban su posición. El Emperador solo podía contar con un círculo de agentes y consejeros, aunque trató de crearse un partido favorable entre el proletariado de la capital difundiendo las ventajas de su honesta administración. A sus hijos les dijo que: 

Si antes pudimos tratar con titanes, también podremos ahora tratar con pigmeos.

Así intentó mejorar las condiciones de vida de los pobres mandando construir una nueva instalación de conducción de agua a la capital, procedente del río Hydrales. Esta medida, sin embargo, fue recibida con frialdad, pues los latinófobos constantinopolitanos no le perdonaban que se hubiera aliado de nuevo con Venecia ni que su injustificada caza de brujas castigara tanto a nobles como a simples comerciantes y tenderos.

#### El reinado de terror
Las revueltas internas y la pérdida del apoyo familiar sumieron a Andrónico en un estado de paranoia aguda, arremetiendo contra todos sus enemigos reales o supuestos. La lucha contra la aristocracia degeneró en una terrible brutalidad. Los métodos de que se sirvió —desenfrenados, siempre violentos y a menudo infames— privaban de base, per se, a sus aspiraciones de imponer la justicia. A la violencia respondió con más violencia. Hubo una incesante sucesión de conspiraciones. Irritado por la resistencia, el Emperador, cuya irascibilidad y recelo habían llegado a dimensiones verdaderamente patológicas, recrudeció sus medidas, lo que, sin embargo, solamente logró ganarle nuevos enemigos.
Viendo por todas partes traiciones y conjuras, incapaz de distinguir al culpable del inocente, Andrónico implantó un régimen de terror. Todo aquel de quien se sospechara mínimamente podía temer por su vida o la de su familia, y era rara la semana en la que no hubiera detenciones arbitrarias, condenas injustas o ejecuciones crueles en Constantinopla, lo que se tradujo en odio y descontento. El Imperio se encontraba en un estado de guerra civil latente. Andrónico intentó en vano dar marcha atrás a la rueda de la historia. La aristocracia feudal ya hacía tiempo que se había convertido en el verdadero soporte del Estado y de su poderío militar. No se la podía eliminar, pero su aniquilación por medio de ejecuciones masivas hizo que los fundamentos de la fuerza militar del Bizancio de aquella época se tambalearan.
Además, acompañado por su guardia de corps bárbara, el Emperador pasaba cada vez más tiempo en sus palacios estivales fuera de la capital, en compañía de meretrices, músicos y concubinas. 
Su prestigio se desvaneció, y el pueblo, que poco antes recibía al Emperador con aclamaciones, empezó a mirarle como hombre incumplidor de sus compromisos y a buscar otro pretendiente al trono. Nicetas Coniates pinta de manera inquietante el voluble humor de la plebe de Constantinopla: 

En todas las otras ciudades, el populacho es irrazonable y cede a sus desordenados movimientos; pero la  muchedumbre de Constantinopla es particularmente tumultuosa, violenta y de tortuosa conducta, porque la componen nacionalidades diferentes (...) La indiferencia respecto a los emperadores es mal innato en ellos: aquél al que elevan hoy al trono legítimo lo abaten al año siguiente como a un criminal.

#### La rebelión de Chipre y la invasión normanda
En 1185, Isaac Comneno, gobernador de Chipre, proclamó la independencia de la isla. Andrónico, carente de una flota capaz de hacer frente a la de Isaac, no pudo dominar la rebelión. La pérdida de Chipre fue un duro golpe para el Imperio, debido a su importancia estratégica y mercantil y a las grandes sumas que ingresaba en el Tesoro. Como consecuencia de esta rebelión, dos destacados cortesanos, Constantino Makrodoukas y Andrónico Ducas, fueron lapidados y empalados por una turba incitada por el siniestro sicario Hagiocristoforites. Su crimen fue haber convencido al Emperador para que pagara el rescate de Isaac, capturado por los turcos, y lo promoviera a gobernador de la isla.
Pero el golpe mayor y decisivo lo recibió Andrónico desde Occidente. Alejo Comneno, sobrino y copero del difunto emperador Manuel, fue exiliado por Andrónico a Cumania, pero huyó con un tal Maleinus, refugiándose en la corte de un antiguo enemigo del Imperio, Guillermo II, gobernante normando de Sicilia. Aprovechando los problemas intestinos de Bizancio, preparó una gran expedición cuyo fin no era solo vengar la matanza de 1182, sino adueñarse del trono del Imperio. Guillermo reunió 80.000 hombres en junio de 1185, incluyendo un cuerpo de caballería selecta de 5.000 jinetes, los embarcó en una flota de 200 unidades, y los despachó a los Balcanes al mando de los condes Balduino y Ricardo de Acerra (al mando del ejército) y de Tancredo de Lecce (al mando de la flota). Pronto pusieron sitio a la gran fortaleza de Epidamno (Dirraquio), que cayó el 24 de junio por la traición de su comandante, que formaba parte de la nobleza desafecta al régimen.
Los normandos pusieron entonces rumbo a Salónica siguiendo la Vía Egnatia. Por el camino encontraron poca resistencia y cercando la segunda capital del Imperio el 6 de agosto. Mientras, su armada ocupaba las islas de Corfú, Cefalonia y Zante, para alcanzar Salónica el 15 de agosto. La población de esta ciudad era partidaria de resistir, pero su inepto comandante, David Comneno, también era contrario al gobierno del nuevo Emperador; su dirección fue nefasta, y las tropas auxiliares enviadas desde Constantinopla no llegaron a tiempo. Los normandos minaron las murallas sin problemas y Salónica fue tomada al asalto el 24 de agosto y saqueada con atrocidad. Lo que hace tres años los griegos habían infligido a los latinos en Constantinopla fue ahora hecho a los habitantes de Tesalónica, que sufrieron los más crueles insultos, torturas y asesinatos. Hubo más de 7000 civiles muertos. El suceso, según Nicetas Coniates:  

...abrió entre ellos y nosotros un enorme abismo de hostilidad. No podemos reconciliarnos en nuestro ánimo, y estamos en completo desacuerdo, aunque continuemos teniendo relaciones externas y vivamos a menudo en la misma casa.

A Andrónico solamente le quedó destituir a David, que se escabulló del castigo, por lo que pagó su familia. Dejando en Tesalónica una parte de sus fuerzas, un segundo cuerpo del ejército normando se dirigió a Serres, pero el grueso de sus tropas marchó sobre Constantinopla, acampando en Mosynopolis. Al saber la toma de Tesalónica y la aproximación de los normandos, la población de la capital se inquietó, acusando a Andrónico de indecisión y debilidad.
Si primero se afanó en poner a punto las fortificaciones de la capital imperial, luego se desinteresó del peligro. Se dio a la vida disoluta, diciendo que a los enemigos no había que temerlos, y se trasladó a su residencia estival en la Propóntide para dedicarse a sus habituales placeres sensuales. Empero, Andrónico mandó mensajeros a las guarniciones de Asia Menor, Bulgaria y el Peloponeso para iniciar una contraofensiva contra los normandos. Andrónico formó cuatro divisiones, una de las cuales estaba al mando de su hijo Juan. No obstante, no se decidió a nombrar un general en jefe de la operación, por temor a que utilizara el ejército para deponerle, por lo cual las tropas se movieron lentamente. El único que se atrevió a atacar a los normandos fue el general Teodoro Cumno, que se retiró tras unas pocas escaramuzas.

### El final del reinado
La tensión afectó los nervios del basileus: en su paranoia, se afanó en buscar más traidores. Un funesto oráculo le reveló a Andrónico que su poder peligraba ante alguien cuyo nombre empezaba por Is-, lo que asoció inmediatamente al usurpador Isaac Comneno de Chipre. Sin embargo, el oráculo dijo que esto ocurriría en un plazo muy breve de tiempo, apenas dos semanas. Evidentemente, Isaac no tenía tiempo material de llegar desde Chipre hasta Constantinopla y arrebatarle el trono. De modo que, apremiado por su desalmada mano derecha, Esteban Hagiocristoforites, en las primeras horas del 11 de septiembre de 1185 Andrónico mandó una patrulla a arrestar a otro personaje cuyo nombre empezaba por Is-: Isaac Ángelo, un noble insignificante emparentado con el clan Comneno que se había rebelado en 1184 en Bitinia (vide supra), pero que, tras ser perdonado, vivía en la ciudad. Hagiocristoforites se presentó en la casa de Isaac con un pelotón de hombres armados. Este, sabiendo que le esperaba una muerte inmerecida, saltó de la cama, tomó su espada, montó un caballo y salió medio vestido, tomando al enemigo por sorpresa. Hagiocristoforites no tuvo ni tiempo de sacar su arma porque Isaac, con un espadazo, le partió la cabeza en dos. Luego arremetió contra los sicarios, que huyeron atemorizados.
Isaac, demostrando una gran intuición de cómo se debía tratar con el populacho —poco apoyo podía esperar de la aristocracia, contra la que solía verter su crueldad para mantenerla a raya—, se abalanzó en plena noche hacia Santa Sofía, pidiendo el asilo que la tradición concedía a los homicidas e implorando a grito pelado perdón por la fechoría. Se arrancó la poca ropa que llevaba y los pelos de la barba, mostrando su espada todavía ensangrentada y, mientras pedía piedad, proclamó que había actuado para defender su vida, recordándoles a todos los desmanes del muerto. Entretanto, Andrónico llamó a Isaac para que acudiera a su presencia a la mañana siguiente. 
En Santa Sofía se fueron reuniendo todos los agraviados por el Emperador, que buscaron consuelo y venganza en Isaac, cuyo padre descendía por línea femenina de Alejo I Comneno y por tanto era un candidato perfecto para el trono. Una gran multitud se atrincheró para defenderlo, y se empezó a murmurar que había que acabar con el tirano. Isaac Ángelo se dirigió al pueblo y lo enardeció para combatir contra el despotismo de Andrónico con las siguientes palabras: 

¿Por qué tememos? ¿Por qué estamos obedeciendo? Nosotros somos muchos, y él es uno sólo. Nuestro aguante es el único vínculo de nuestra servidumbre.

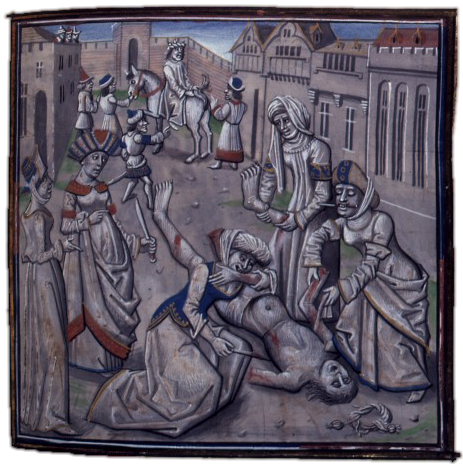
Ilustración representando la muerte del Emperador, procedente de una edición del siglo XV de la Historia de Guillermo de Tiro (Bibliothèque Nationale)

A la mañana siguiente estalló un motín e Isaac fue coronado emperador por el patriarca. Mientras, su "predecesor", recién llegado a la capital cuando empezó la revuelta, solamente pudo atrincherarse en el palacio e intentar una desesperada resistencia, pero tuvo que ceder al ímpetu furioso de sus súbditos. Acorralado, intentó salvarse prometiendo primero una amnistía, y luego renunciar al trono en favor de su prometedor hijo mayor, Manuel, pero ninguna de las ofertas fue aceptada. 
La situación en la ciudad se hizo caótica; mientras muchas familias celebraron la liberación de sus parientes, injustamente encarcelados por Andrónico, Isaac entró en el Sacro Palacio y el proletariado urbano saqueó 170.000 nomismata del Tesoro imperial, conseguidos gracias a la buena administración del tirano. Andrónico trató de huir en secreto a Crimea a bordo de un barco, junto a su esposa Agnes y su concubina Maraptike. Alcanzaron el puerto de Chele, en la costa bitinia del mar Negro, pero los vientos le fueron desfavorables, por lo que fue capturado. Sus intentos de ganarse a su captores con conmovedores lamentos fracasaron, y los cortesanos enviados a tomar custodia suya la emprendieron a bofetadas y patadas con el reo, arrojándolo a una mazmorra en la prisión de Anemas.
Encadenado y obligado a postrarse ante Isaac, ni sus súplicas ni las de muchos de sus partidarios consiguieron el indulto para el ya exemperador. Entonces empezó su espeluznante suplicio: sus antiguas víctimas le hicieron desfilar por las calles subido a un camello sarnoso entre burlas de la multitud, que le daba bastonazos, le arrojaba piedras y excrementos, e incluso agua hirviendo. A continuación le llevaron al hipódromo, donde se ensañaron brutalmente con él cortándole las manos, arrancándole el cabello y los dientes y sacándole un ojo. Tras darle un breve descanso, fue colgado por los pies entre dos columnas cercanas a una escultura de la Loba Capitolina, y cuantos quisieron golpearle pudieron hacerlo. Andrónico no profirió un lamento durante su suplicio. Las únicas palabras que repetía eran: 

Apiadaos de mi, Señor; para qué habéis de estrellar una caña ya quebrada.

Finalmente, un soldado italiano se decidió a rematar al infortunado hundiéndole su espada en las entrañas, para poner fin a su agonía. El nuevo Emperador ordenó que el cadáver mutilado de Andrónico permaneciera insepulto.
La multitud también atacó a su hijo Manuel, que fue cegado. El resto de su familia consiguió salvarse, a excepción de su hijo el coemperador Juan, que fue asesinado por sus propias tropas al llegar a Tracia la noticia de la muerte de Andrónico.

## Semblanza del Emperador
Andrónico Comneno es una de las figuras más interesantes de la historia bizantina. Desde siempre sus intrépidas hazañas y sus aventurados amoríos constituyeron la comidilla del día en los mentideros constantinopolitanos. Fue bendecido por la naturaleza con los más destacados dones de mente y cuerpo. Tenía un carácter atractivo, una brillante erudición, era ingenioso, elocuente, valiente en la batalla y franco en la corte imperial; fue el único que se atrevió a oponerse abiertamente al emperador Manuel. Sin embargo, también heredó de sus ascendentes un carácter sumamente fuerte, temerario, rebelde y egoísta. No reconocía freno alguno, su ambición de poder y su deseo de gloria eran insaciables; carecía de escrúpulos y no conocía consideración alguna en la persecución de su fines. Al igual que su primo el Emperador, era un hombre tremendamente capacitado, pero de escasa paciencia y prudencia. 
Ambos podían desplegar un carisma y una gentileza irresistibles tanto en la liza diplomática como en la romántica; el primero usó ese talento para conseguir alianzas matrimoniales en beneficio del Imperio, el segundo básicamente para satisfacer sus pasiones y meterse una y otra vez en apuros. A diferencia de sus primos, tío y bisabuelo, Andrónico era poco inclinado a la misericordia con sus oponentes, reales o supuestos, o a la generosidad de cualquier tipo. Su capacidad de acumular rencor no hizo sino aumentar con los años, hasta convertirlo en un ser paranoico, cruel y vengativo.
Según una observación de Eustacio de Tesalónica, Andrónico era de una naturaleza hasta tal punto contradictoria que uno puede hablar de él con las mayores alabanzas o las más tremendas reprobaciones, según qué lado de su carácter se analice. Este es también el planteamiento que preside la exposición del más importante historiador de la época, Nicetas Coniates: la expresión de la más alta admiración hacia el estadista se ve seguida, sin transición, de la de su horror y repulsión hacia el tirano.
Tanto Manuel como Andrónico son descritos como hombres de impresionante atractivo físico, de gran talla y fuerza física, temibles guerreros, campeones de torneos e infatigables cazadores de jabalíes y osos. Compartían con sus soldados la primera línea de combate y la parquedad del rancho y el vivac, siendo capaces de subsistir a pan y agua. También demostraron su talento como estrategas, para lamento de sus enemigos.

## Familia
Se desconoce el nombre y la nacionalidad de la primera esposa de Andrónico, quizá una noble georgiana. En cualquier caso, el matrimonio tuvo tres hijos:
- Manuel Comneno (1145-?), casado con Rusudan de Georgia, tuvo por hijos a Alejo y David, fundadores del Imperio de Trebisonda en 1204. Su rama de la dinastía sería conocida como los "Grandes Comnenos" (Megaskomnenoi).
- Juan Comneno (1159-1185), concebido en prisión, coemperador junto con su padre.
- María Comnena

De su amante Teodora Comnena hubo dos hijos:
- Alejo Comneno.
- Irene Comnena, casada con Alejo Comneno, hijo natural del emperador Manuel Comneno y su sobrina Teodora Batatzina.

#### Obras modernas
- Angold, M. The Byzantine Empire, 1025-1204. A Political History. Longman, Londres, 1985. ISBN 0-502-29468-1
- Cabrera Muñoz, Emilio. Historia de Bizancio. Ariel, Barcelona, 1998. ISBN 84-344-6599-X
- Georg Mayer, Franz. Bizancio. Siglo XXI, Madrid, 1974. ISBN 83-323-0158-2
- Gibbon, Edward. Historia de la decadencia y caída del Imperio romano, volumen IV. Turner, Madrid, 2007. ISBN 84-7506-756-5 (Obra completa, ISBN 84-7506-752-2)
- Magdalino, Paul. The Empire of Manuel Komnenos 1143-1180. Cambridge University Press, 2002. ISBN 0-521-52653-1
- Norwich, John Julius. Breve historia de Bizancio. Cátedra, Madrid, 2000. ISBN 84-376-1819-3
- Ostrogorsky, Georges. Historia del Estado Bizantino. Akal, Tres Cantos, 1983. ISBN 84-7339-695-2
- Runciman, Steven. Historia de las Cruzadas, volumen II. Alianza, Madrid, 1973. ISBN 84-206-2997-9
- Treadgold, Donald Warren. A History of the Byzantine State and Society. Stanford University Press, 1997. ISBN 0-8047-2630-2
- Treadgold, Donald Warren. Breve historia de Bizancio. Paidós, Barcelona, 2001. ISBN 84-493-1110-1.
- Vasiliev, Alexander. Historia del Imperio Bizantino. Iberia, Barcelona, 1946. ISBN 84-7082-095-8